# Richard Sawade

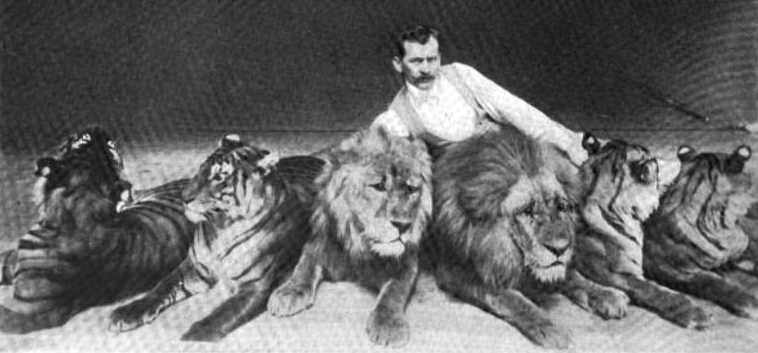

Carl Richard Sawade (* 2. Oktober 1868 in Zerbow, Kreis Sternberg; † 8. Februar 1947 in Hamburg-Lokstedt) war ein deutscher Raubtierdompteur und Generaldirektor beim Tierpark Hagenbeck.

## Leben
Richard Sawade war eines der Kinder des Dorflehrers in Zerbow. Er besuchte zuerst die Fachschule für Lehrerbildung in Berlin, dann trat er als Tierpfleger und Tierwärter bei Carl Hagenbeck in Hamburg ein und ging mit dem Tierpark Hagenbeck auf Tournee. Nach einer mehrwöchigen Schiffsreise nahm er im Jahr 1893 an der Weltausstellung World’s Columbian Exposition teil und trat erstmals auf der Manege in Chicago auf. Danach erhielt er ein Engagement als Dompteur.
Am 28. August 1899 heiratete er Carolina Ornstein in Stockholm.
Während einer Tournee in Kristiania im Jahr 1916 schuf Edvard Munch die Lithografie Tigertemmerden Sawade / The Tiger Tamer Sawade.
Die Königin Alexandra von England taufte seinen Königstiger auf ihren Namen. Nach Kriegsende 1918 wurde Richard Sawade zum Generaldirektor des Tierparks Hagenbeck ernannt.